# Associação Educacional, Esportiva e Social do Brasil 2020-2021
Questa voce raccoglie le informazioni riguardanti l'Associação Educacional, Esportiva e Social do Brasil nella stagione 2020-2021.

## Stagione
L'Associação Educacional, Esportiva e Social do Brasil utilizza nella stagione 2020-21 il nome sponsorizzato Montes Claros América Vôlei, derivante dal secondo anno di collaborazione con la prefettura di Montes Claros e il club calcistico dell'América-MG.
Ripescato in Superliga Série A grazie al ritiro del Sesc, chiude la regular season in settima posizione: partecipa quindi ai play-off scudetto, dove viene eliminato ai quarti di finale dalla Funvic, ottenendo un ottavo posto finale.
Esce di scena ai quarti di finale anche in Coppa del Brasile, eliminato in questo caso dal Sada.
In ambito statale conclude invece al quarto posto il Campionato Mineiro, sconfitto nella finale per il terzo posto dall'Academia do Vôlei.

## Organigramma societario
Area direttiva
- Presidente: Tamirys Souza

Area tecnica
- Allenatore: Fabiano Ribeiro

## Rosa
| N° | Nome                 | Ruolo | Data di nascita   | Nazionalità sportiva |
| -- | -------------------- | ----- | ----------------- | -------------------- |
| 1  | Erick Costa          | S     | 29 giugno 1997    | Brasile              |
| 2  | Matheus de Oliveira  | L     | 5 maggio 1994     | Brasile              |
| 3  | Gabriel Cotrim       | C     | 30 ottobre 1999   | Brasile              |
| 4  | Lucas Borges         | O     | 19 dicembre 1992  | Brasile              |
| 5  | Ygor Duarte          | S     | 16 gennaio 1989   | Brasile              |
| 6  | Tiago Brendle        | L     | 21 ottobre 1985   | Brasile              |
| 7  | Wilson da Silva      | S     | 5 giugno 1999     | Brasile              |
| 8  | Hiago Garchet        | P     | 21 agosto 1993    | Brasile              |
| 9  | Rodrigo Leme         | P     | 9 aprile 1980     | Brasile              |
| 10 | Vinícius da Silveira | S     | 16 luglio 1997    | Brasile              |
| 11 | Judson da Cunha      | C     | 5 dicembre 1998   | Brasile              |
| 12 | Rodrigo da Silva     | S     | 29 settembre 1993 | Brasile              |
| 14 | Lucas França         | C     | 25 novembre 1996  | Brasile              |
| 16 | Luan Wagner          | P     | 9 febbraio 2000   | Brasile              |
| 17 | William Kerber       | O     | 30 marzo 1998     | Brasile              |
| 18 | Jonadabe dos Santos  | C     | 27 settembre 1986 | Brasile              |

## Statistiche

### Statistiche di squadra
| Competizione      | Punti | In casa | In casa | In casa | In trasferta | In trasferta | In trasferta | Totale | Totale | Totale |
| Competizione      | Punti | G       | V       | P       | G            | V            | P            | G      | V      | P      |
| ----------------- | ----- | ------- | ------- | ------- | ------------ | ------------ | ------------ | ------ | ------ | ------ |
| Superliga Série A | 27    | 12      | 8       | 4       | 13           | 2            | 11           | 25     | 10     | 15     |
| Coppa del Brasile | -     | 0       | 0       | 0       | 1            | 0            | 1            | 1      | 0      | 1      |
| Totale            | -     | 12      | 8       | 4       | 14           | 2            | 12           | 26     | 10     | 16     |

### Statistiche dei giocatori
| Giocatore      | Superliga Série A | Superliga Série A | Superliga Série A | Superliga Série A | Superliga Série A |
| Giocatore      | P                 | PT                | AV                | MV                | BV                |
| -------------- | ----------------- | ----------------- | ----------------- | ----------------- | ----------------- |
| L. Borges      | 16                | 200               | 182               | 11                | 7                 |
| T. Brendle     | 23                | 0                 | 0                 | 0                 | 0                 |
| E. Costa       | 12                | 4                 | 3                 | 1                 | 0                 |
| G. Cotrim      | 10                | 4                 | 4                 | 0                 | 0                 |
| J. da Cunha    | 24                | 179               | 123               | 47                | 9                 |
| R. da Silva    | 14                | 88                | 85                | 2                 | 1                 |
| W. da Silva    | 23                | 115               | 98                | 14                | 3                 |
| V. da Silveira | 23                | 79                | 72                | 7                 | 0                 |
| M. de Oliveira | 12                | 0                 | 0                 | 0                 | 0                 |
| J. dos Santos  | 23                | 189               | 168               | 13                | 8                 |
| Y. Duarte      | 22                | 180               | 150               | 25                | 5                 |
| L. França      | 24                | 198               | 145               | 46                | 7                 |
| H. Garchet     | 17                | 2                 | 1                 | 1                 | 0                 |
| W. Kerber      | 3                 | 23                | 22                | 1                 | 0                 |
| R. Leme        | 24                | 47                | 16                | 17                | 14                |
| L. Wagner      | 2                 | 0                 | 0                 | 0                 | 0                 |

P = presenze; PT = punti totali; AV = attacchi vincenti; MV = muri vincenti; BV = battute vincenti

NB: Non sono disponibili i dati relativi alla Coppa del Brasile e, di conseguenza, quelli totali.